# Liste der Kulturdenkmale in Halle (Saale)/Stadtbezirk West
In der Liste der Kulturdenkmale in Halle (Saale)/Stadtbezirk West sind alle  Kulturdenkmale der kreisfreien Stadt Halle (Saale) der Ortsteile im Stadtbezirk West aufgelistet. Grundlage ist das Denkmalverzeichnis des Landes Sachsen-Anhalt, das auf Basis des Denkmalschutzgesetzes des Landes Sachsen-Anhalt vom 21. Oktober 1991 durch das Landesamt für Denkmalpflege und Archäologie Sachsen-Anhalt erstellt und seither laufend ergänzt wurde (Stand: 31. Dezember 2024).

## Denkmalbereiche nach Ortsteilen

### Halle-Neustadt
| Lage | Bezeichnung  | Beschreibung                                                     | Erfassungs- nummer | Ausweisungsart | Bild |
| --- | ------------ | ---------------------------------------------------------------- | ------------------ | -------------- | ---- |
| Akener Bogen 1-11, Am Gastronom 1-17, An der Magistrale 105, 107, 109, 111, 113, 115, Harzgeroder Straße 10, 12, 14, 16, 17, 18, 20, 22, 24, 26, 28, 30, 32, 34, 36, 38, 40, 42, 44, Oebisfelder Weg 2, Schieloer Straße 1-11, Stolberger Straße 1-3, Tangermünder Straße 2, 4, 14, 16, 17, 19, 21, 23, 25, 27, 29, Wippraer Weg 1-3, Zerbster Straße 25, 27, 29, 31, 33, 37, 39, 41, 43, Zscherbener Straße 12, 13, 14, 15 | Stadtviertel | Stadtviertel Im Jahr 2023 in das Denkmalverzeichnis eingetragen. | 094 19822          | Denkmalbereich |      |
| Am Stadion 1, 2, 3, 4, 5, 6, 7, 8, An der Schwimmhalle 1, 2, 3, 3a, 4, 5, Nietlebener Straße 2, 4, 8, 10 | Stadtviertel | Stadtviertel 2024 als Denkmal ausgewiesen                        | 094 19621          | Denkmalbereich |      |
| Am Tulpenbrunnen 3, 4, 5, 6, 7, 9, Azaleenstraße 10, 11, 12, 13, 14, 15, 16, Gerberastraße 28, 30, 32, 34, 36, 38, Hibiskusweg 1, 2, 3, 4, 5, 6, 7, 8, 9, 10, 11, 12, 13, 14, Oleanderweg 1, 3, 5, 7, 9, 11, 13, 15, 17, 19, Primelweg 1, 2, 3 | Stadtviertel | Stadtviertel 2024 als Denkmal ausgewiesen                        | 094 19651          | Denkmalbereich |      |
| Aralienstraße 1, 2, 3, 4, 5, 6, 7, 8, 9, 10, 11, 12, 13, 14, 15, Hyazinthenstraße 25, 27, 29, 31, 33, 35, 37, 39, 41, 43, 45, 47, Zur Saaleaue 87, 89, 91, 93, 95, 97, 99, 101 | Häusergruppe | Häusergruppe 2024 als Denkmal ausgewiesen                        | 094 19654          | Denkmalbereich |      |
| Adolph-Menzel-Straße 1, 2, 3, 4, 5, 6, 7, 8, 9, Am Treff 1, 2, 3, 4, 5, An der Feuerwache 8, 10, 12, 14, 16, 18, 20, 22, 24, 26, 28, 30, 32, 34, 36, An der Magistrale 1, 3, 5, 7, 9, 11, 13, 15, 17, 19, 21, 23, 25, 27, 29, 31, 33, 35, 37, 39, 41, 43, 45, 47, 49, 51, 53, 55, 59, 61, 63, 65, 67, 69, 71, 73, 75, 77, 79, 81, Carl-Crodel-Weg 1, 2, 3, 4, 5, 6, 7, 8, 9, Caspar-David-Friedrich-Straße 1, 2, 3, 4, 5, 6, 7, 8, 9, 10, 11, 12, 13, 14, Daniel-Pöppelmann-Straße 1, 2, 3, 4, 5, 6, 7, 8, 9, 10, 12, 14, 16, Ernst-Barlach-Ring 1, 3, 5, 7, 9, 11, 13, 15, 17, 19, 21, 23, 24, 25, 27, 29, 31, 33, 35, 36, 37, 38, 39, 40, 42, 44, 46, 48, 48A, 50, 52, 54, 54A, 56, 58, 60, 60A, 62, 64, Gerhard-Geyer-Weg 1, 2, 3, 4, 5, 6, Gerhard-Lichtenfeld-Weg 1, 2, 3, 4, 5, 6, Gerhard-Marcks-Straße 1, 2, 3, 4, 5, 6, 7, 8, 8A, 9, 10, 11, 12, 13, 14, 15, 16, 17, 18, 19, 20, 20A, 21, 22, 23, 24, 30, Gottfried-Semper-Straße 1, 2, 3, 4, 5, 6, 7, 8, 9, 10, 10A, 11, 12, 13, 14, 15, 16, Gustav-Weidanz-Weg 1, 2, 3, 4, 5, 6, 7, 8, Johann-Gottfried-Schadow-Straße 1, 2, 3, 4, 5, 6, 7, 8, 9, 10, 11, 12, 13, 14, 15, 16, 17, Karl-Völker-Straße 1, 2, 3, 4, 5, 6, 7, 8, Kastanienallee 1, 2, 3, 4, 7, 8, Matthias-Grünewald-Straße 1, 2, 3, 4, 5, 6, 7, 8, 9, 10, 11, 12, 13, 14, 15, 16, 17, 18, 19, 20, 21, 22, 23, 24, 25, Max-Klinger-Weg 1, 2, 3, 4, 5, 6, 7, 8, 9, 10, 12, Max-Liebermann-Straße 1, 3, 4, 5, 6, 7, Otto-Dix-Straße 1, 2, 3, 4, Otto-Nagel-Straße 1, 2, 3, 4, 5, Paul-Klee-Weg 1, 2, 3, 4, 5, 6, Paul-Thiersch-Straße 1, 1A, 2, 3, 4, 5, 6, 7, 8, 9, 10, 11, 12, 12A, 13, 14, 15, 16, 17, 18, 19, 20, 21, 22, 23, 23A, 24, 25, 26, 27, 28, Platz Drei Lilien 2, 3, Richard-Horn-Straße 1, 2, 3, 4, 5, 6, 7, Richard-Paulick-Straße 1, 2, 3, 4, 5, 6, 7, 8, 9, 10, 11, 12, 13, 14, 14A, 15, 16, 17, 18, 19, 20, 21, 22, Riemenschneiderweg 1, 2, 3, 4, 5, 6, 7, 8, Veit-Stoß-Straße 1, 2, 3, 4, 5, 6, 7, 8, 9, 9A, 10, 11, 12, 13, 14, 15, Walter-Gropius-Weg | Stadtviertel | Stadtviertel 2024 als Denkmal ausgewiesen                        | 094 18962          | Denkmalbereich |      |

### Heide Süd
| Lage | Bezeichnung | Beschreibung | Erfassungs- nummer | Ausweisungsart | Bild           |
| --- | ----------- | --- | ------------------ | -------------- | -------------- |
| Am Heiderand 3, 5, 7, 9, 13, 13a, 15, 17, 19, 21, 23, 25 Hubertusplatz 1 bis 8 Vogelsang 2 bis 13, 15, 17 bis 29, 31, 33, 33a, 35, 37, 39 (Karte) | Siedlung    | Erbaut 1935–1937, Siedlung für Offiziere der angrenzenden Heeres- und Luftwaffennachrichtenschule, schlichte Putzbauten ursprünglich mit Backsteinfeldern, Architekt: Wilhelm Ullrich | 094 80075          | Denkmalbereich | Weitere Bilder |

### Kröllwitz
| Lage                                            | Bezeichnung | Beschreibung | Erfassungs- nummer | Ausweisungsart | Bild           |
| ----------------------------------------------- | ----------- | --- | ------------------ | -------------- | -------------- |
| Hoher Weg 1 bis 3, 13 bis 22, 31 bis 38 (Karte) | Kolonie     | Villenkolonie, gartenstadtartiges, großbürgerliches Wohnviertel in landschaftlich reizvoller Höhenlage über der Saale mit anspruchsvollen, von parkartigen Gärten umgebenen Villen, im Wesentlichen bebaut um 1910–1915 | 094 15052          | Denkmalbereich | Weitere Bilder |

## Baudenkmale nach Ortsteilen

### Dölau
| Lage                                                         | Bezeichnung     | Beschreibung | Erfassungs- nummer | Ausweisungsart               | Bild            |
| ------------------------------------------------------------ | --------------- | --- | ------------------ | ---------------------------- | --------------- |
| Nachtigallenweg 1 (Karte)                                    | Villa           | Villa | 094 96749          |                              | Villa           |
| Otto-Kanning-Straße 5 (Karte)                                | Villa           | Erbaut ca. 1930, zweigeschossiger Putzbau mit steilem, stark vorkragenden Walmdach, Portalvorbau und zentrale Rundbogenfenster, Beispiel einer sachlichen Architektur mit konservativ-traditionellen Elementen                                             | 094 96974          |                              | Villa           |
| Otto-Kanning-Straße 42 (Karte)                               | Villa           | Erbaut ca. 1910, Villa mit Remise (Dreieichenhof), malerisch-asymmetrisch gruppierte Baugruppe, vorzügliches Beispiel des Heimatstils im frühen 20. Jh. | 094 96975          |                              | Villa           |
| Rotbuchenweg 1 (Karte)                                       | Villa           | Erbaut ca. 1925, zweigeschossiger grüner Putzbau mit steilem Walmdach und geometrisch gestaltetem Backsteinrunderker und Gesimsen, qualitätvolles Beispiel für farbige Architektur des Expressionismus                                                     | 094 97027          |                              | Villa           |
| Röntgenstraße 1 Virchowstraße 1/3, 5/7, 9, 11, 13/15 (Karte) | Krankenhaus     | Waldkrankenhaus (Städtisches Krankenhaus Martha-Maria), erbaut 1936-1939, Krankenhauskomplex des ehemaligen Luftwaffenlazaretts, Putzbauten mit Walmdächern und schwarzen Granitgliederungen, Beispiel für sachlich-funktionale Architektur in der NS-Zeit | 094 04617          |                              | Krankenhaus     |
| Salzmünder Straße 3                                          | Empfangsgebäude | Empfangsgebäude | 107 40096 002      | Teilobjekt eines Baudenkmals | Empfangsgebäude |
| Bahnhof Dölau                                                | Bahnhof Dölau   | Empfangsgebäude | 107 40096 003      | Teilobjekt eines Baudenkmals | Bahnhof Dölau   |
| Semmelweisstraße 6 (Karte)                                   | Villa Jühling   | Villa | 094 86604          |                              | BW              |
| Stadtforststraße 15b (Karte)                                 | Kirche          | St. Nicolai et Antonii, in der 2. Hälfte des 12. Jahrhunderts errichteter Kirchenbau romanischen Ursprungs | 094 04618          |                              | Weitere Bilder  |
| Stadtforststraße 75 (Karte)                                  | Fabrik          | Berlin-Anhaltische Maschinenbau-Actien-Gesellschaft, Gaswerk, erbaut 2. Hälfte des 19. Jh., bemerkenswerter Industriebau aus Backstein, basilikale Halle mit romanisierenden Gestaltungselementen, anspruchsvoll gestaltete Industriearchitektur           | 094 12036          |                              | Fabrik          |
| Waldstraße 26 am Rande der Dölauer Heide (Karte)             | Villa           | Erbaut 1928, zweigeschossiger repräsentativer Putzbau mit steilem, vorkragendem Walmdach, großer Runderker mit Art-déco-Reliefs | 094 97092          |                              | Villa           |
| Zechenhausstraße (Karte)                                     | Bethaus         | Bethaus der ehemaligen Grube Humboldt, erbaut Mitte des 19. Jh., zweigeschossiger unverputzter Bruchsteinbau mit Satteldach, dazugehörend der benachbarte eingeschossige Schuppenbau aus Bruchstein und Satteldach                                         | 094 11640          |                              | Bethaus         |
| Zechenhausstraße 4 (Karte)                                   | Gaststätte      | Gaststätte „Dölauer Heide“, erbaut im späten 19. Jh., malerisch gruppiertes Ensemble aus eingeschossigem spätbarock-klassizistischem Wohnhaus mit Freitreppe und Zwerchhaus und eingeschossigen zweigeschossigen Putzbauten, 1995 abgerissen               | 094 11627          |                              | BW              |

### Granau
| Lage                                              | Bezeichnung | Beschreibung | Erfassungs- nummer | Ausweisungsart | Bild           |
| ------------------------------------------------- | ----------- | --- | ------------------ | -------------- | -------------- |
| Eislebener Straße 45 (Karte)                      | Kirche      | Kirchenruine Granau | 094 07962          | Baudenkmal     | Weitere Bilder |
| Granau 6, 7, 8, 9, 10, 10a, 11, Nietleben (Karte) | Gutshof     | Großzügiger Gutshof mit verputztem Wohnhaus, Scheunen und Ställen aus Hausteinmauerwerk, die Anlage beherrschender Taubenturm, erbaut ab 1882 | 094 11400          | Baudenkmal     | Gutshof        |

### Heide-Süd
| Lage | Bezeichnung     | Beschreibung | Erfassungs- nummer | Ausweisungsart | Bild |
| --- | --------------- | --- | ------------------ | -------------- | --- |
| Daniel-Vorländer-Straße Haus 207, 210, 211 (Karte) | Häusergruppe    | Häuser der ehemaligen Provinzial-Irrenanstalt Halle-Nietleben, erbaut im Schweizerhausstil von 1887–1894, ab 1935 in die Heeres- und Luftnachrichtenschule integriert, danach Nutzung durch die Rote Armee, heute Nutzung als Gästehaus „Boardinghaus Weinberg-Campus“ | 094 56571          |                | Weitere Bilder |
| Erich-Neuß-Weg 15 Am Rande der ehemaligen Landesheilanstalt Nietleben Ehemaliges Gebäude: 242 (Karte)                                                         | Villa           | | 094 56569          |                | Villa |
| Heideallee 23, 24 (Haus 1, 2) Von-Danckelmann-Platz 1 bis 4 (Haus 4, 6, 10, 8) Von-Seckendorff-Platz 1 bis 4 (Haus 9, 5, 3, 7) Ehemals Ortsteil Dölau (Karte) | Kaserne         | Heeres- und Luftwaffennachrichtenschule, erbaut 1936/37, monumentale Anlage aus Unterrichts-, Mannschafts-, Kasino-, Werkstatt- und Garagenbauten, Dreiflügelanlage mit verbindender Pergola, angelegt als gartenstadtartiges Ensemble, Architekt Ernst Sagebiel       | 094 56567          |                | Weitere Bilder |
| Heidehof 1, 1a, 1b, 2 bis 22 (Karte) | Kaserne         | Sogenannter Denkmalhof | 094 71193          |                | BW |
| Otto-Eißfeldt-Straße 10 Am Rand der ehemaligen Landesheilanstalt Nietleben Ehemaliges Gebäude: 365 (Karte)                                                    | Villa           | | 094 56570          |                | [[Vorlage:Bilderwunsch/code!/C:51.49206,11.93848!/D:Otto-Eißfeldt-Straße 10 Am Rand der ehemaligen Landesheilanstalt Nietleben Ehemaliges Gebäude: 365,!/\|BW]] |
| Theodor-Lieser-Straße 2 Im Bereich der ehemaligen Heeres- und Luftnachrichtenschule (Karte)                                                                   | Offizierskasino | | 094 56568          |                | [[Vorlage:Bilderwunsch/code!/C:51.49525,11.93814!/D:Theodor-Lieser-Straße 2 Im Bereich der ehemaligen Heeres- und Luftnachrichtenschule,!/\|BW]]                |

### Kröllwitz
| Lage | Bezeichnung            | Beschreibung | Erfassungs- nummer | Ausweisungsart | Bild           |
| --- | ---------------------- | --- | ------------------ | -------------- | -------------- |
| Am Gestüt Kreuz 4, 4a, 6, 6a, 8, 8a, 10, 10a, 12, 12a, 14, 14a, 16, 16a, 18, 18a Kreuzvorwerk 17, 17a, 20, 21, 50, 50a, 63, 63a, 63b, 63c, 64, 64a, 64b, 64c, 64d, 65, 65a, 65b, 65c, 66, 66a, 66b, 66c, 67, 67a, 67b, 67c, 72, 5, 5a, 5b (Karte) | Gestüt                 | Königliches Landgestüt Kreuzvorwerk | 094 13462          |                | Weitere Bilder |
| An der Dorfkirche (Karte) | Kirchhof               | | 094 04615          |                | BW             |
| An der Petruskirche 2 (Karte) | Wohnhaus               | Erbaut um 1900, eineinhalbgeschossiger Ziegelbau mit Fachwerkgiebel und ornamentalem Putzdekor in Jugendstilformen | 094 96529          |                | Wohnhaus       |
| An der Petruskirche 3 (Karte) | Kirche                 | Petruskirche | 094 04806          |                | Weitere Bilder |
| An der Petruskirche 3 (Karte) | Gemeindehaus           | 2020 als Denkmal eingetragen | 107 30006          | Baudenkmal     | Gemeindehaus   |
| An der Petruskirche 29 An der Petruskirche/Ecke Max-Nenke-Straße (Karte) | Schule                 | Erbaut Ende des 19. Jh., schlichte zweigeschossige Backsteinbauten mit dreiecksgiebelbekröntem Mittelrisalit und Traufgesims, in städtebaulichem Zusammenhang mit der platzbeherrschenden Petruskirche                                                                                 | 094 96417          |                | Schule         |
| Äußere Lettiner Straße 20 (Karte) | Villa                  | Erbaut 1924, erbaut und bewohnt vom Architekten Johannes Niemeyer, später von Charles Crodel, Putzbau in Verbindung von sachlich-modernen und expressionistischen Formen | 094 04839          |                | BW             |
| Brandbergweg 4 (Karte) | Gaststätte             | Ehemaliges Ausflugslokal Schurigs Garten, erbaut um 1925, später Gaststätte Hubertus, Stadtteil Dölauer Heide, expressionistischer Putzbau mit Dreieckserkern und vorkragendem Walmdach, mit Terrasse und Park                                                                         | 094 96737          |                | Weitere Bilder |
| Brandbergweg 23, 29 (Karte) | Schule                 | | 094 71208          |                | BW             |
| Dölauer Straße (Karte) | Thingstätte Brandberge | 1934 als „erste Thingstätte des Reiches“ in den Brandbergen fertiggestellt, Thingplatz mit 5.050 Sitzplätzen auf einer Freilichtbühne von etwa 100 mal 100 Metern, Architekt: Ludwig Moshamer, durch Verfall und Überwachsen heute kaum noch erkennbar                                 | 094 96736          | Baudenkmal     | Weitere Bilder |
| Dölauer Straße 20, 22, 24, 26, 28 Wilhelm-von-Kügelgen-Straße 1 bis 7 (Karte) | Siedlung               | Gartenstadtähnliche Wohnanlage in stark durchgrünter Zeilenbauweise, Beispiel für die Weiterführung der Heimatschutzarchitektur und den traditionell geprägten Siedlungsbau der 1920er und 1930er Jahre                                                                                | 094 97101          |                | Siedlung       |
| Dölauer Straße 46 Ecke DölauerStraße / Kirschbergweg (Karte) | Villa                  | | 094 56580          |                | Villa          |
| Dölauer Straße 70 (Karte) | Villa                  | Erbaut um 1910, repräsentativer eineinhalbgeschossiger Putzbau mit reich gegliederter Dachlandschaft, qualitätvolles Beispiel des späten Jugendstils mit umgebenden Park | 094 96760          |                | Villa          |
| Dölauer Straße 82 (Karte) | Wohnhaus               | Erbaut 1929/1931, zweieinhalbgeschossiger kubischer Putzbau mit verklinkertem Sockel, Erker und Einfriedung, Architekten Julius Kallmeyer und Wilhelm Facilides | 094 96761          |                | Wohnhaus       |
| Ernst-Grube-Straße 24 (Karte) | Wohnhaus               | Erbaut 1930 für den Unternehmer Bruno Paris, zwei- bis dreigeschossiger kubischer Putzbau mit Flachdach und Klinkerbändern, qualitätvolles Beispiel des Neuen Bauens, Architekten: Julius Kallmeyer, Wilhelm Facilides                                                                 | 094 96786          |                | Wohnhaus       |
| Ernst-Grube-Straße 39 (Karte) | Gaststätte             | Sogen. Heideschlösschen, erbaut Ende des 19. Jh., zweigeschossiger Ziegelbau mit Rundturm, Zinnenkranz und Fachwerk im Obergeschoss, Gestaltungselemente des Burgen- und Heimatstils                                                                                                   | 094 04635          |                | Gaststätte     |
| Fuchsbergstraße 27 (Karte) | Villa                  | Erbaut 1939, Putzbau mit flachem auskragendem Walmdach und Portikus, errichtet als Villa für den Direktor der Siebel Flugzeugwerke Franz Walter, Architekt: Lois Welzenbacher | 094 96812          |                | BW             |
| Heideallee Heideallee / Ecke Weg zur Schwanenbrücke Neben Heideallee Nr. 19 (Karte) | Landhaus               | Ehemaliges Weinberghaus mit Wirtschaftsgebäuden, erbaut erste Hälfte des 18. Jh., spätbarocke Dreiflügelanlage, ein- bis zweigeschossiger Putzbau mit hohem Mansarddach und Mittelrisalit                                                                                              | 094 05126          |                | Landhaus       |
| Hoher Weg 1 (Karte) | Villa                  | Erbaut ca. 1910, landhausartiger zweigeschossiger Putzbau über Bruchsteinsockel mit steilem Satteldach, holzverschaltem Giebel und Zwerchhäusern, gutes Beispiel der Reformarchitektur des frühen 20. Jh.                                                                              | 094 14149          |                | Villa          |
| Hoher Weg 2 (Karte) | Villa                  | Erbaut ca. 1910–1915, repräsentativer eingeschossiger Putzbau über Souterrain mit Mansardwalmdach, Loggia und von dorischen Säulen umstandenem Runderker, qualitätvolle neoklassizistische Villa mit Heimatstilanklängen                                                               | 094 14151          |                | Villa          |
| Hoher Weg 3 (Karte) | Villa                  | Erbaut ca. 1910, repräsentativer zweigeschossiger Putzbau über Souterrain mit Walmdach und säulengetragenem Balkon, im Landhausstil mit neoklassizistischen und Jugendstilelementen | 094 14153          |                | Villa          |
| Hoher Weg 8 | Glasbild               | Glasbild 2020 als Denkmal eingetragen | 107 30022          | Baudenkmal     |                |
| Hoher Weg 4 (Karte) | Universitätsgebäude    | Erbaut 1950–1955, ehem. Pädagogische Hochschule, Vierflügelanlage mit flachen Walmdächern in landschaftsprägender Lage über der Saale im Stil des Neoklassizismus, Architekten Günther Trebstein, Kurt Geisenhainer und Kollektiv                                                      | 094 04760          |                | Weitere Bilder |
| Hoher Weg 13 (Karte) | Villa                  | Erbaut 1926 als Villa des Kaufhausbesitzers Adolf Huth, dreigeschossiger Putzbau mit flachem, weit vorkragendem Walmdach und abgerundeten Ecken, bemerkenswertes Beispiel des Neuen Bauens auf dem Gebiet des großbürgerlichen Villenbaus, Architekten Wilhelm Ulrich und Gustav Wolff | 094 14137          |                | Villa          |
| Hoher Weg 14 (Karte) | Villa                  | Erbaut 1910–1915, repräsentativer zweigeschossiger Putzbau mit Walmdach, Balkon, Loggia, Zwerchhaus und Fledermausgaupen, Landhauscharakter | 094 14139          |                | Villa          |
| Hoher Weg 15 (Karte) | Villa                  | Erbaut ca. 1910, repräsentativer zweigeschossiger Putzbau über Souterrain mit Polygon- und Runderker, Zwerchhaus und Fledermausgaupen, Landhauscharakter | 094 14141          |                | Villa          |
| Hoher Weg 16 (Karte) | Villa                  | Erbaut ca. 1910, repräsentativer Putzbau über Souterrain mit Mansardwalmdach, kuppelbekröntem Turm und halbkreisförmiger Veranda, darüber Zwerchhaus mit Schweifgiebel, origineller Bau neoklassizistisch-barockisierenden Gepräges                                                    | 094 14143          |                | Villa          |
| Hoher Weg 22 (Karte) | Wohnhaus               | Erbaut 1936, zweigeschossiger Ziegelbau mit Krüppelwalmdach und Keramikrelief, Beispiel für gediegenen Wohnbau in traditionellen Architekturformen des Heimatstils | 094 14158          |                | Wohnhaus       |
| Hoher Weg 31 (Karte) | Wohnhaus               | Erbaut ca. 1910, zweieinhalbgeschossiger Putzbau mit tief heruntergezogenem Mansarddach, Runderker, Zwerchhaus und auskragendem Obergeschoss im Landhausstil, Architekt Wilhelm Facilides                                                                                              | 094 14156          |                | Wohnhaus       |
| Hoher Weg 32 (Karte) | Villa                  | Erbaut ca. 1910, zweigeschossiger Putzbau über Souterrain mit steilem Satteldach, Zwerchhaus und Loggia mit eingestellten Säulen, anspruchsvoller Bau der Reformarchitektur des frühen 20. Jh.                                                                                         | 094 04613          |                | Villa          |
| Hoher Weg 33, 34 (Karte) | Wohnhaus               | Erbaut ca. 1920, zweigeschossige Putzbauten über Souterrain in Bruchsteinmauerwerk mit flachen Runderkern und Walmdach mit Fledermausgaupen | 094 14145          |                | Wohnhaus       |
| Hoher Weg 38 (Karte) | Villa                  | Erbaut um 1910, zweigeschossiger Putzbau in straßenbildprägender Ecklage, Erdgeschoss in Bruchstein, steiles Walmdach und Zwerchhaus mit holzverschaltem Giebel im Landhausstil | 094 14147          |                | Villa          |
| Hubertusplatz 1 (Karte) | Gasthaus               | Schurigs Waldkater, erbaut um 1902, zweigeschossiges, auf U-förmigen Grundriss stehendes Fachwerkhaus mit Backsteinsockel und Tanzsaal mit Tonnenholzdecke, Jugendstilglasfenster, Adresse: Waldkater 1, Ortsteil Dölauer Heide                                                        | 094 11497          |                | Weitere Bilder |
| Kirschbergweg 10 (Karte) | Villa                  | Erbaut 1929/30, zweieinhalbgeschossiger, kubischer Baukörper im Stil des Neuen Bauens, Architekt: Rudolf Salvisberg | 094 11394          |                | BW             |
| Kirschbergweg 14 (Karte) | Villa                  | | 094 70981          |                | Villa          |
| Kirschbergweg 18 (Karte) | Wohnhaus               | Haus Jacoby | 094 71130          |                | BW             |
| Kirschbergweg 27, 29 (Karte) | Wohnhaus               | Erbaut 1930–1934, errichtet als Wohnhaus für die Professoren Karl Müller und Erwin Hahs; verputztes Doppelhaus aus zwei zueinander versetzten kubischen Baukörpern, bemerkenswertes Beispiel des Neuen Bauens, Architekt: Hans Wittwer                                                 | 094 11395          |                | Wohnhaus       |
| Kreuzvorwerk 22 An Straßenbiegung (Karte) | Gutshaus               | Um 1740 erbautes barockes Gutshaus mit Pfälzer Doppeldach des Vorwerks Kreuz | 094 76190          |                | Gutshaus       |
| Kröllwitzer Straße 1 (Karte) | Wohnhaus               | Erbaut ca. 1890, dreigeschossiger Ziegelbau mit Fachwerkerkern, giebel- und turmreicher Dachlandschaft, repräsentative Putzgliederung im Neurenaissancestil, malerischer Baukörper am Brückenkopf der Giebichensteinbrücke                                                             | 094 13267          |                | Wohnhaus       |
| Kröllwitzer Straße 10 (Karte) | Wohnhaus               | Erbaut Ende des 19. Jh., schlichter zweigeschossiger Ziegelbau mit Mittelrisalit und Erker, Gestaltung in den Formen der Neurenaissance | 094 96907          |                | Wohnhaus       |
| Kröllwitzer Straße 45 (Karte) | Gasthof                | Gasthof Bergschenke, erbaut 1908, gegenüber der Burg Giebichenstein, zweigeschossiger Putzbau mit Krüppelwalmdach und schlichtem spätklassizistischem Fassadendekor; Saalbau in barockisierenden Jugendstilformen, mit Bierpavillon auf dem Felssporn, Architekt Ernst Reichardt       | 094 97062          |                | Weitere Bilder |
| Kurt-Mothes-Straße 2 (Karte) | Institutsgebäude       | Chemisches und Pharmazeutisches Institut der MLU | 094 97094          |                | BW             |
| Lettiner Straße (Karte) | Friedhof               | Friedhof, am 15. Januar 2015 als Denkmal ausgewiesen | 107 80006          |                | Weitere Bilder |
| Lettiner Straße 11 Friedhof Kröllwitz (Karte) | Kapelle                | Friedhofskapelle, erbaut spätes 19. Jh., schlichter gotisierender Backsteinbau mit seitlichen Stufengiebeln und spitzbogigen Fenster- und Türöffnungen, axial hinführende Allee | 094 96926          |                | Kapelle        |
| Obere Papiermühlenstraße 3, 3a Talstraße 27 Untere Papiermühlenstraße 21, 23 (Karte) | Fabrik                 | Ehemalige, 1940 stillgelegte Kefersteinsche Papierfabrik; Papiermühlenbetrieb seit 1715, eine der bedeutendsten Papierproduktionen im Deutschland der Aufklärungszeit, die heute noch stehenden Gebäude erbaut in den 1880er Jahren                                                    | 094 11396          |                | Weitere Bilder |
| Schwuchtstraße 1a (Karte) | Wohnhaus               | Erbaut ca. 1930, zweieinhalbgeschossiger Putzbau mit Walmdach, markanten Horizontalgesimsen und Eckfenstern, qualitätvoller Bau der Neuen Sachlichkeit | 094 13634          |                | BW             |
| Schwuchtstraße 11 (Karte) | Wohnhaus               | Erbaut ca. 1925, eingeschossiger Holzbau über Backsteinsouterrain mit sehr flachem, weit vorkragenden Walmdach, gutes Beispiel einer sachlich-modernen Architektur in traditioneller Holzbauweise                                                                                      | 094 97049          |                | BW             |
| Schwuchtstraße 13a, b (Karte) | Wochenendhaus          | Sommerhaus Frede | 094 70982          |                | BW             |
| Schwuchtstraße 14a, 14b (Karte) | Wohn- und Atelierhaus  | Ehemaliges Wohn- und Atelierhaus von Gustav Weidanz, erbaut 1928, Entwurf Weidanz, sachlich-schlichter zweigeschossiger Putzbau mit Walmdach über L-förmigen Grundriss | 094 97050          |                | BW             |
| Senffstraße 21 (Karte) | Wohnhaus               | Erbaut um 1920, repräsentativer, zweigeschossiger, eklektizistischer Putzbau mit ornamentalem Stuckdekor, repräsentativ gestalteter Portalbereich, in Formen des barockisierenden Jugendstils                                                                                          | 094 97052          |                | Wohnhaus       |
| Senffstraße 22, 22a (Karte) | Wohnhaus               | Erbaut ca. 1925, repräsentativer zweigeschossiger Putzbau mit Seitenrisaliten, steilem geschwungenem Walmdach und weit vorkragendem Traufgesims, gutes Beispiel des sachlich geprägten Heimatstils                                                                                     | 094 97053          |                | Wohnhaus       |
| Senffstraße 27 (Karte) | Wohnhaus               | Wohnhaus 2022 als Baudenkmal ausgewiesen. | 094 18900          | Baudenkmal     | Wohnhaus       |
| Talstraße 23 (Karte) | Villa                  | Erbaut Mitte des 19. Jh., ehemalige Kefersteinsche Villa mit Garten, Architektur mit klassizistischen, romanisierenden und gotisierenden Stilelementen, verputzter Bau mit Mittelrisalit, Wintergarten mit Sprossenfenstern und Säulen                                                 | 094 97063          |                | Weitere Bilder |
| Talstraße 24 (Karte) | Wohnhaus               | | 094 70493          |                | Wohnhaus       |
| Talstraße 29a (Karte) | Villa                  | Erbaut ca. 1910, zweieinhalbgeschossiger asymmetrischer Baukörper mit steilen Satteldächer und kräftiger Lisenengliederung, monumentale Formen des späten Jugendstils | 094 97064          |                | Villa          |
| Talstraße 29b (Karte) | Villa                  | Erbaut 1929, zweigeschossiger Putzbau mit flachem Walmdach in landschaftsbildprägender Uferlage, gutes Beispiel einer mit expressiven Stilelementen durchsetzten, sachlich-funktionalen Wohnhausarchitektur des Neuen Bauens, Architekt Sigmund Strudel                                | 094 09172          |                | Villa          |
| Talstraße 33 (Karte) | Wohnhaus               | Erbaut im 18. Jh., ursprünglich Fischerhaus, unverändert erhaltener, schlichter, eingeschossiger Putzbau mit Krüppelwalmdach und großem Zwerchhaus | 094 97065          |                | Weitere Bilder |
| Talstraße 34 (Karte) | Villa                  | Erbaut um 1880/90, zweieinhalbgeschossiger Ziegelbau mit flachem Walmdach und repräsentativer Werksteingliederung in italianisierenden Renaissanceformen, in prägender Uferlage an der Saale                                                                                           | 094 97066          |                | Villa          |
| Talstraße 37 (Karte) | Gaststätte             | Gartenlokal Krug zum grünen Kranze, erbaut ca. 1930, eingeschossige Putzbauten auf Uferterrasse mit weit vorkragenden Flachdächern und Fensterbänken, dazwischen Terrasse mit Bootslandetreppen, gut gestaltete Zweckarchitektur sachlichen Charakters                                 | 094 97067          |                | Weitere Bilder |
| Talstraße 37e (Karte) | Wohnhaus               | Erbaut 1910, eineinhalbgeschossiger Putzbau mit ausgebautem Mansarddach in schlichten Jugendstilformen, in landschaftsprägender Uferlage, Architekt Paul Grempler | 094 05071          |                | Wohnhaus       |
| Talstraße 43 Südlich der Kröllwitzer Brücke, unterhalb des Bergschenkenfelsens (Karte) | Pumpenhaus             | | 094 66104          |                | Weitere Bilder |
| Weinbergweg 25 (Karte) | Landhaus               | Haus der Familie Hoffmann, Architekt: Hermann Frede | 094 56691          |                | Landhaus       |

### Lettin
| Lage                                        | Bezeichnung | Beschreibung                                                                                           | Erfassungs- nummer | Ausweisungsart | Bild           |
| ------------------------------------------- | ----------- | --- | ------------------ | -------------- | -------------- |
| Domänenstraße 6, 8, Inselstraße 1 b (Karte) | Domäne      | Ehemaliger Vierseitenhof am östlichen Ortsrand von Lettin, auf einem Porphyrfelsen 15 m über der Saale | 094 96764          | Baudenkmal     | Weitere Bilder |
| Inselstraße 1 (Karte)                       | Pfarrhof    | | 094 71207          | Baudenkmal     | Pfarrhof       |
| Kirchstraße 9 (Karte)                       | Schule      | | 094 96968          | Baudenkmal     | Schule         |
| Nordstraße 2 (Karte)                        | Kirche      | St. Wenzel                                                                                             | 094 04836          | Baudenkmal     | Weitere Bilder |
| Windmühlenweg 1 (Karte)                     | Mühle       | Turmholländerwindmühle Lettin                                                                          | 094 14797          | Baudenkmal     | Weitere Bilder |

### Ortslage Lettin
| Lage                 | Bezeichnung | Beschreibung | Erfassungs- nummer | Ausweisungsart | Bild  |
| -------------------- | ----------- | ------------ | ------------------ | -------------- | ----- |
| Stadelberg 8 (Karte) | Villa       |              | 094 70882          |                | Villa |

### Halle-Neustadt
| Lage | Bezeichnung          | Beschreibung | Erfassungs- nummer | Ausweisungsart | Bild |
| --- | -------------------- | --- | ------------------ | -------------- | --- |
| Akener Bogen 1 | Kindergarten         | Kindergarten Im Jahr 2023 in das Denkmalverzeichnis eingetragen. | 094 19816          | Baudenkmal     | |
| Am Gastronom WK I Im schmalen Grünstreifen zwischen dem Versorgungszentrum und dem ehemaligen Block 618-621 (Karte)                                                                     | Mauer                | Strukturwand | 094 56696          |                | Mauer |
| Am Gastronom 8 WK I Zwischen der Kaufhalle und dem „Gastronom“ des ehemaligen WK I (Karte)                                                                                              | Mauer                | Strukturwand, Grohmann-Rapphold/Irmtraud Ohme, 1968, Betonguss | 094 56589          |                | Mauer |
| Am Gastronom 16/17 WK I Beiderseitig im Durchgang zum Innenhof (Karte) | Wandbild             | Mosaik-Wandbild „Gaben der Völker“, Irmela und Martin Hadelich, 1968, seit 2001 beidseitig in einem Durchgang                                                                          | 094 86666          |                | Wandbild |
| Am Stadion 2, 3 | Sporthalle           | Sporthalle 2024 als Denkmal ausgewiesen | 094 19615          | Baudenkmal     | |
| Am Stadion 5 | Internat             | Internat 2024 als Denkmal ausgewiesen | 094 19616          | Baudenkmal     | |
| Am Stadion 5 Im Bereich des Sport- und Bildungszentrums; In einem Büro (EG, Raumnr.16) der Ausländerbehörde (Karte)                                                                     | Wandbild             | Kosmonaut im Weltraum | 094 56604          |                | [[Vorlage:Bilderwunsch/code!/C:51.481788,11.914536!/D:Am Stadion 5 Im Bereich des Sport- und Bildungszentrums; In einem Büro (EG, Raumnr.16) der Ausländerbehörde,!/\|BW]] |
| Am Stadion 5 Im Bereich des Sport- und Bildungszentrums; An den Außenwänden der 2 Treppenhäuser des ehemaligen Studentenheims, heute: u. a. Straßenverkehrsamt/Ausländerbehörde (Karte) | Wandbild             | rechts: Einheit der Arbeiterklasse und Gründung der DDR; links: Die vom Menschen beherrschten Kräfte von Natur und Technik, Josep Renau, 1971/72, Majolikamalerei auf Steinzeugfliesen | 094 96699          |                | Wandbild |
| Am Stadion 6 Im Bereich des Sport- und Bildungszentrum; Rechts vor dem Eingang des Ordnungsamtes (Karte)                                                                                | Skulptur             | Reflexion – Geschichte, früher „Reflexionen – Mansfelder Land“ von Klaus Friedrich Messerschmidt, Bronze, 1989/2000                                                                    | 094 56617          |                | Skulptur |
| Am Stadion 8 (Karte) | Sporthalle           | Sporthalle im Bildungszentrum, erbaut 1967, Architekt Herbert Müller 2022 als Baudenkmal ausgewiesen.                                                                                  | 094 18819          | Baudenkmal     | Weitere Bilder |
| Am Taubenbrunnen WK I Im Rosengarten (Karte) | Brunnen              | Taubenbrunnen von Rudolf Hilscher, 1970 | 094 96111          |                | Weitere Bilder |
| Am Treff 1, 2, 3 | Häusergruppe         | Häusergruppe 2024 als Denkmal ausgewiesen | 094 19645          | Baudenkmal     | |
| Am Treff 3 WK II Auf dem zentralen Platz des Versorgungszentrums (Karte) | Brunnen              | Alchimistenbrunnen von Martin Wetzel, 1968 | 094 56640          |                | Brunnen |
| Am Treff 3 WK II Innenhof des Ambulatoriums, ehemals Block 433 (Karte) | Wandbild             | Dorothea von Erxleben | 094 56642          |                | BW |
| Am Tulpenbrunnen 3, 4 | Häusergruppe         | Häusergruppe 2024 als Denkmal ausgewiesen | 094 19671          | Baudenkmal     | |
| Am Tulpenbrunnen 7, 9 | Wohnblock            | Wohnblock 2024 als Denkmal ausgewiesen | 094 19674          | Baudenkmal     | |
| Am Tulpenbrunnen WK III Auf dem zentralen Platz des Wohngebietes „Am Tulpenbrunnen“ (Karte)                                                                                             | Brunnen              | Tulpenbrunnen von Heinz Beberniß, 1978, Naturstein, Edelmetall und Glas | 094 56634          |                | Brunnen |
| An der Magistrale 55, 101A, Hölderlinstraße 7A, Zscherbener Straße 4A | Wartehalle           | Wartehalle 2024 als Denkmal ausgewiesen | 094 19626          | Baudenkmal     | |
| An der Magistrale 57 WK II, An der Magistrale / am nördlichen Eingang zur Grünanlage „Am Treff“ (Karte)                                                                                 | Brunnen              | Frauenbrunnen von Gerhard Lichtenfeld, 1974 | 094 96205          |                | Weitere Bilder |
| An der Magistrale 59, 61, 63, 65, 67, 69 | Wohnblock            | Wohnblock 2024 als Denkmal ausgewiesen | 094 19623          | Baudenkmal     | |
| An der Magistrale 71, 73, 75, 77, 79, 81 | Wohnhaus             | Wohnhaus 2024 als Denkmal ausgewiesen | 094 19648          | Baudenkmal     | |
| An der Magistrale 105, 107, 109 | Wohnblock            | Wohnblock Im Jahr 2023 in das Denkmalverzeichnis eingetragen. | 094 19819          | Baudenkmal     | |
| An der Magistrale 111, 113, 115 | Wohnblock            | Wohnblock Im Jahr 2023 in das Denkmalverzeichnis eingetragen. | 094 19825          | Baudenkmal     | |
| An der Schwimmhalle 1, 2, 3, 3a | Betriebsberufsschule | Betriebsberufsschule 2024 als Denkmal ausgewiesen | 094 19619          | Baudenkmal     | |
| Aralienstraße 1, 2 | Wohnblock            | Wohnblock 2024 als Denkmal ausgewiesen | 094 19668          | Baudenkmal     | |
| Blücherstraße 1, 2, Gimritzer Damm 11, Selkestraße 7, 9, 9c (Karte) | Verwaltungsgebäude   | Komplex aus Verwaltungsgebäuden 2022 als Baudenkmal ausgewiesen. U. a. Ehemaliges Hauptgebäude der Stasi-Bezirksverwaltung Halle, Blücherstraße 1                                      | 094 18799          | Baudenkmal     | Weitere Bilder |
| Carl-Schorlemmer-Ring WK IV Auf einem Platz vor der ehemaligen Kinderbibliothek, westlich der heutigen Kaufhalle (Karte)                                                                | Brunnen              | Kaktusbrunnen von Peter Michael, 1983, Keramik | 094 56636          |                | Weitere Bilder |
| Carl-Schorlemmer-Ring WK IV Freifläche zwischen den „Y-Hochhäusern“ (Karte) | Brunnen              | Chemiebrunnen von Irmtraud Ohme, 1981 | 094 56637          |                | Weitere Bilder |
| Daniel-Pöppelmann-Straße 3, 5, 7, 9 | Wohnblock            | Wohnblock 2024 als Denkmal ausgewiesen | 094 19629          | Baudenkmal     | |
| Ernst-Barlach-Ring 21, 23, 25, 27, 29, 31, 33, 35, 37 | Wohnblock            | Wohnblock 2024 als Denkmal ausgewiesen | 094 19635          | Baudenkmal     | |
| Johann-Sebastian-Bach-Str. 11-18 Im Bereich des Wohngebietes am Südpark; An den 2 vorspringenden Schmalseiten eines Blocks östlich vom Einkaufszentrum (Karte)                          | Wandbild             | Zweiteiliges Wandbild „Flug der Schwäne“ von Heinz Möhrdel, 1984 | 094 56586          |                | Wandbild |
| Kastanienallee 4 | Pavillon             | Pavillon 2024 als Denkmal ausgewiesen | 094 19632          | Baudenkmal     | |
| Kastanienallee 8 WK II Über dem Haupteingang der Grund- und Sekundarschule der Stadt Halle (Karte)                                                                                      | Wandbild             | Keramikfries von Wilhelm Schmied (1910–1984), Malerei auf Keramik, 1970 | 094 56587          |                | Wandbild |
| Neustädter Passage 15 auf dem zentralen Platz des Stadtteilzentrums, Vor dem Landesamt für Versorgung und Soziales (Karte)                                                              | Brunnen              | Brunnen Hodscha-Nasreddin-Brunnen von Bernd Göbel, 1980/2001, Bronze, teilvergoldet, 2023 wurde der zunächst als bewegliches Kulturdenkmal geführte Brunnen zum Baudenkmal umgestuft.  | 094 56635          | Baudenkmal     | Weitere Bilder |
| Nietlebener Straße 8, 10 | Institutsgebäude     | Institutsgebäude 2024 als Denkmal ausgewiesen | 094 19620          | Baudenkmal     | |
| Oebisfelder Weg 2 WK I Aula der „Hermann-von-Helmholtz-Schule“ (Karte) | Wandbild             | Till Eulenspiegel | 094 56622          |                | BW |
| Oebisfelder Weg 2 WK I Über dem Haupteingang der „Hermann-von-Helmholtz-Schule“ (Karte)                                                                                                 | Wandbild             | Emaille-Wandbild „Der Lebensbaum“ von Willi Neubert, 1966 | 094 86905          |                | Wandbild |
| Primelweg 1, 2, 3 | Wohnblock            | Wohnblock 2024 als Denkmal ausgewiesen | 094 19665          | Baudenkmal     | |
| Richard-Paulick-Straße 4 | Kinderkombination    | Kinderkombination 2024 als Denkmal ausgewiesen | 094 19638          | Baudenkmal     | |
| Richard-Paulick-Straße 13 | Wohnhaus             | Wohnhaus 2024 als Denkmal ausgewiesen | 094 19869          | Baudenkmal     | |
| Richard-Paulick-Straße 14, 15, 16, 17, 18, 19 | Wohnblock            | Wohnblock 2024 als Denkmal ausgewiesen | 094 19642          | Baudenkmal     | |
| Sanddornweg 15 | Wandbild             | Wandbild 2024 als Denkmal ausgewiesen | 094 19657          | Baudenkmal     | |
| Schieloer Str. 1 WK I Am Ostgiebel des ehemaligen Blocks 645, westlich vom Gastronom (Karte)                                                                                            | Wandbild             | Wandbild „Lenins Worte werden wahr“ von Erich Enge, 1971, Silikatmalerei auf Zementplatte                                                                                              | 094 71147          |                | Wandbild |
| Selkestraße 5 | Sporthalle           | Sporthalle 2024 als Denkmal ausgewiesen | 094 19612          | Baudenkmal     | |
| Stolberger Straße 1-3 | Wohnblock            | Wohnblock Im Jahr 2023 in das Denkmalverzeichnis eingetragen. | 094 19828          | Baudenkmal     | |
| Tangermünder Straße 2, 4 | Wohnblock            | Wohnblock Im Jahr 2023 in das Denkmalverzeichnis eingetragen. | 094 19831          | Baudenkmal     | |
| Tangermünder Straße 17, 19 | Wohnblock            | Wohnblock Im Jahr 2023 in das Denkmalverzeichnis eingetragen. | 094 19834          | Baudenkmal     | |
| Wippraer Weg 1-3 | Wohnblock            | Wohnblock Im Jahr 2023 in das Denkmalverzeichnis eingetragen. | 094 19837          | Baudenkmal     | |
| Zollrain 5, 5a | Wohnhaus             | Wohnhaus 2024 als Denkmal ausgewiesen | 094 18980          | Baudenkmal     | |
| Zscherbener Straße 12-15 | Wohnblock            | Wohnblock Im Jahr 2023 in das Denkmalverzeichnis eingetragen. | 094 19840          | Baudenkmal     | |

### Nietleben
| Lage                                        | Bezeichnung            | Beschreibung | Erfassungs- nummer | Ausweisungsart               | Bild                   |
| ------------------------------------------- | ---------------------- | --- | ------------------ | ---------------------------- | ---------------------- |
| Daniel-Vorländer-Straße (Haus 218a) (Karte) | Kirche                 | Kirche der Provinzial-Irrenanstalt Halle-Nietleben | 094 56572          |                              | Weitere Bilder         |
| Eislebener Straße 9 (Karte)                 | Bankgebäude            | Ehemalige Sparkasse, erbaut ca. 1925, zweigeschossiger Putzbau in Ecklage mit hohem Walmdach und reich dekorierter Gesimszone, Schweifgiebel und Portalvorbau, Bauzier in Art-déco-Formen                                    | 094 96771          |                              | Bankgebäude            |
| Eislebener Straße 75 (Karte)                | Bauernhof              | Erbaut Anfang des 19. Jh., als Dreiseithof mit den benachbarten Gehöften Eislebener Straße 76 und 77 bauliches Zeugnis im ehemals landwirtschaftlich geprägten Nietleben                                                     | 094 96772          |                              | Bauernhof              |
| Eislebener Straße 76 (Karte)                | Bauernhof              | Erbaut 1. Hälfte des 19. Jh., um 1900 umgebaut, Dreiseithof aus zweigeschossigen giebel- und traufständigen Putzbauten mit Krüppelwalmdach und großer Hoftoreinfahrt, geschlossenes Ensemble mit Eislebener Straße 75 und 77 | 094 96773          |                              | Bauernhof              |
| Eislebener Straße 77 (Karte)                | Bauernhof              | Erbaut 2. Hälfte des 19. Jh., Hofanlage mit repräsentativem zweigeschossigen Putzbau in schlichten Formen der Neurenaissance, mit den Gehöften Eislebener Straße 75 und 76 den ländlichen Charakter Nietlebens kennzeichnend | 094 96774          |                              | Bauernhof              |
| Gartenstadtstraße, Habichtsfang (Karte)     | Transformatorenstation | Transformatorenstation, am 23. April 2015 als Denkmal ausgewiesen | 094 56698          | Baudenkmal                   | Transformatorenstation |
| Gartenstadtstraße 18 (Karte)                | Villa                  | | 094 86601          |                              | Villa                  |
| Habichtsfang 13 (Karte)                     | Wohnhaus               | Haus Köppe, erbaut 1928, zweigeschossiger Putzbau über Klinkersockel, vortretendem Runderker, Loggia und Übereckfenstern, qualitätvolles Beispiel des Neuen Bauens, Architekt Richard Schmieder                              | 094 96847          |                              | BW                     |
| Heidestraße 32                              | Empfangsgebäude        | Ehemaliges Empfangsgebäude Bahnhof Nietleben | 107 40096 001      | Teilobjekt eines Baudenkmals | Empfangsgebäude        |
| Heidestraße 36 (Karte)                      | Wohnhaus               | Wohnhaus Erbaut 1920er Jahre, zweigeschossiger Backsteinbau mit Walmdach auf längsrechteckigem Grundriss in Anlehnung an barocke Herrenhäuser, expressionistische und Art-déco-Elemente                                      | 094 11441          | Baudenkmal                   | Wohnhaus               |
| Platz der Einheit 11 (Karte)                | Kirche                 | Evangelische Kirche Nietleben, erbaut 1890, Architekt Otto Kilburger | 094 12162          |                              | Weitere Bilder         |
| Quellgasse 31 (Karte)                       | Wohnhaus               | Erbaut um 1800, ehemals zu einem Gutshof gehörender eingeschossiger Putzbau, traufständig, mit Krüppelwalmdach, Zwerchhaus in Fachwerk                                                                                       | 094 13614          |                              | Wohnhaus               |
| Rudolf-Claus-Straße 9b                      | Wohnhaus               | Wohnhaus 2022 als Baudenkmal ausgewiesen. | 094 18870          | Baudenkmal                   | Wohnhaus               |

### Passendorf
| Lage                       | Bezeichnung | Beschreibung | Erfassungs- nummer | Ausweisungsart | Bild           |
| -------------------------- | ----------- | --- | ------------------ | -------------- | -------------- |
| Kammstraße 9 (Karte)       | Bauernhaus  | Erbaut im 18. Jahrhundert, zweigeschossiger Putzbau mit Krüppelwalmdach, giebelständig, bauliches Zeugnis der ehemaligen dörflichen Siedlung Passendorf                                                                  | 094 13620          |                | Weitere Bilder |
| Platz Drei Lilien (Karte)  | Brücke      | Zollbrücke | 094 13623          |                | Weitere Bilder |
| Schulplatz 4 (Karte)       | Kirche      | Passendorfer Kirche | 094 04742          |                | Weitere Bilder |
| Teichstraße 13, 14 (Karte) | Gutshof     | Ehemaliges Rittergut aus d. 16. Jahrhundert; mit Gutshaus, dem 1898 erbautem Passendorfer Schlösschen, zwei- bis dreigeschossiger Putzbau mit reichen Werksteingliederungen, Stufengiebeln und landschaftsprägendem Turm | 094 11403          |                | Weitere Bilder |
| Teichstraße 3a (Karte)     | Fabrik      | Stangeneisfabrik | 094 11398          |                | BW             |

### Saaleaue
| Lage | Bezeichnung       | Beschreibung | Erfassungs- nummer | Ausweisungsart               | Bild           |
| --- | ----------------- | --- | ------------------ | ---------------------------- | -------------- |
| Gut Gimritz 1 bis 13, 15 bis 24, 26 bis 40, Peißnitzinsel 1a auf der Peißnitzinsel (Karte)                                    | Gutshof           | Gut Gimritz, erbaut Mitte des 19. Jh., zunächst als Vorwerk angelegter Wirtschaftshof auf der Peißnitzinsel, Umbau Anfang 20. Jh, südlich anschließend ausgedehnte Parkanlage im Stil englischer Landschaftsgärten                                             | 094 96981          |                              | Weitere Bilder |
| Gut Gimritz 1, 2, 3, 4, 5, 6, 7, 8, 9, 10, 11, 12, 13, 15, 16, 17, 18, 19, 20, 21, 22, Peißnitzinsel 1a auf der Peißnitzinsel | Park              | Gimritzer Park | 094 96981 001      | Teilobjekt eines Baudenkmals | Weitere Bilder |
| Hafenstraße 2 (Karte) | Wohnhaus          | Erbaut Ende d. 19. Jh., dreigeschossiger Ziegelbau mit Mansarddach und Seitenrisaliten, reicher geometrischer und vegetabiler Stuckdekor, Neurenaissance | 094 96849          |                              | Wohnhaus       |
| Hafenstraße 7 (Karte) | Gaswerk           | Erste städtische Gasanstalt mit dem ehemaligen Beamtenhaus (erbaut 1856–1881) | 094 56561          |                              | Weitere Bilder |
| Hafenstraße 29, 30 nördlich der Elisabethbrücke (Karte)                                                                       | Hafen             | Sophienhafen | 094 17908          |                              | Weitere Bilder |
| Hafenstraße 40 (Karte) | Wohnhaus          | Erbaut Anfang d. 20. Jh., repräsentativer viergeschossiger Ziegelbau mit Kastenerker, schöner ornamentaler und figürlicher Putzdekor in typischen Jugendstilformen                                                                                             | 094 96850          |                              | Wohnhaus       |
| Holzplatz (Karte) | Bohrturm          | Sohlebohrturm, ursprünglich auf dem Salinengelände stehende, errichtet 1926; 1993 abgetragen und eingelagert | 094 04763          |                              | Bohrturm       |
| Holzplatz 7 (Karte) | Gaswerk           | Erbaut 1889–1905, weitläufige, nur noch teilweise erhaltene Anlage am Saaleufer, kreisrunder Gasometer und doppeltürmige Werkhalle als Ziegelbauten im Rundbogenstil, villenartiges Verwaltungsgebäude                                                         | 094 04764          |                              | Weitere Bilder |
| Holzplatz 8 (Karte) | Elektrizitätswerk | Erbaut 1900/1901, Industrieanlage am Saaleufer mit hohem Schornstein, monumentalem burghaften Verwaltungsbau gotisierenden Charakters mit Fachwerk- und Treppengiebeln                                                                                         | 094 04765          |                              | Weitere Bilder |
| Passendorfer Wiesen 1 (Karte)                                                                                                 | Rennbahn          | Galopprennbahn, erbaut 1913 vom Sächsisch-Thüringischen Renn- und Pferdezuchtverein, am Ufer der Saale gelegene Anlage u. a. aus drei Tribünen, Tribüne mit geschweiften Walmdächern, elegante Sportarchitektur des späten Jugendstils, Architekt Gustav Wolff | 094 80300          |                              | Weitere Bilder |
| Peißnitzinsel (Karte) | Park              | Park Peißnitzinsel, 2018 als Baudenkmal ausgewiesen | 107 25069          | Baudenkmal                   | Weitere Bilder |
| Peißnitzinsel 1 (Karte) | Mühle             | Mühle Gimritz, seit dem 13. Jh. existierende Mühle auf der Peißnitzinsel, bestehend aus imposantem, dreigeschossigem, massivem Putzbau als Speicherbau, daran Wappen (inschriftlich datiert 1596), großes spitzbogiges Portal aus Bruchstein                   | 094 96982          |                              | Weitere Bilder |
| Peißnitzinsel 4 Peißnitzinsel (Karte)                                                                                         | Gesellschaftshaus | Peißnitzhaus | 094 96980          |                              | Weitere Bilder |
| Peißnitzinsel 4a (Karte) | Planetarium       | Raumflug-Planetarium „Sigmund Jähn“, errichtet 1978, am 26. Juni 2015 als Denkmal ausgewiesen, Abriss 2018 |                    | Baudenkmal                   | Weitere Bilder |
| Peißnitzinsel 2, 2a, 2b (Karte)                                                                                               | Fabrik            | | 094 56565          |                              | BW             |
| Peißnitzstraße (Karte) | Brücke            | Peißnitzbrücke oder Brücke der Freundschaft, errichtet 1898 in Stahlfachwerkbauweise, verbindet die Peißnitzinsel mit der Ziegelwiese | 094 04908          |                              | Weitere Bilder |
| Pulverweiden (Karte) | Park              | Seit 1994 geschützter Landschaftsbestandteil, benannt nach einer ehemaligen Pulvermühle aus dem 16./17. Jh., 1895–1901 Anlegung als Park mit Ringteich um die Pfaueninsel                                                                                      | 094 86791          |                              | Weitere Bilder |

## Kleindenkmale nach Ortsteilen

### Dölau
| Lage                                          | Bezeichnung          | Beschreibung                                                         | Erfassungs- nummer | Ausweisungsart | Bild                 |
| --------------------------------------------- | -------------------- | -------------------------------------------------------------------- | ------------------ | -------------- | -------------------- |
| Harzklubstieg                                 | Wegedenkmal          | Wegedenkmal                                                          | 094 18794          |                |                      |
| Querstraße Querstraße Ecke Am Brunnen (Karte) | Kriegerdenkmal Dölau | Denkmal für die Gefallenen des Ersten Weltkriegs, errichtet ca. 1924 | 107 80001          |                | Kriegerdenkmal Dölau |

### Dölauer Heide
| Lage                                      | Bezeichnung | Beschreibung | Erfassungs- nummer | Ausweisungsart | Bild        |
| ----------------------------------------- | ----------- | ------------ | ------------------ | -------------- | ----------- |
| Bischofswiese im Stadtforst Heide (Karte) | Gedenkstein |              | 094 04590          |                | Gedenkstein |

### Granau
| Lage                      | Bezeichnung                           | Beschreibung | Erfassungs- nummer | Ausweisungsart | Bild           |
| ------------------------- | ------------------------------------- | --- | ------------------ | -------------- | -------------- |
| Eislebener Straße (Karte) | Gedenktafel (in der Ruine der Kirche) | Bronzetafel mit Porträtrelief zur Erinnerung an den halleschen Heimatforscher Siegmar von Schultze-Galléra, Martin Wetzel 1965 | 094 96770          |                | Weitere Bilder |

### Heide-Süd
| Lage                                                                                          | Bezeichnung | Beschreibung                                                     | Erfassungs- nummer | Ausweisungsart | Bild           |
| --------------------------------------------------------------------------------------------- | ----------- | ---------------------------------------------------------------- | ------------------ | -------------- | -------------- |
| Gegenüber dem Hubertusplatz (Ecke Brandbergweg/Am Heiderand), Stadtteil Dölauer Heide (Karte) | Brunnen     | Brunnen der Heidetiere von Richard Horn (1932), restauriert 2020 | 094 56574          |                | Weitere Bilder |

### Kröllwitz
| Lage                                                | Bezeichnung    | Beschreibung | Erfassungs- nummer | Ausweisungsart | Bild           |
| --------------------------------------------------- | -------------- | --- | ------------------ | -------------- | -------------- |
| An der Petruskirche (Karte)                         | Brunnen        | Kreisrundes steinernes Brunnenbecken des sogen. Gänsebrunnens mit einer Replik der Bronzeplastik „Gänse“ von Gustav Weidanz und umgebenden Bäumen, geschaffen 1938/39                                        | 094 96386          |                | Weitere Bilder |
| Dölauer Straße, Wilhelm-von-Kügelgen-Straße (Karte) | Gedenktafel    | Gedenktafel zur Erinnerung an die Kriegsheimkehrer, Bronzerelief mit Darstellung eines heimkehrenden Familienvaters mit der Inschrift Sommer 1945; Bildhauer Richard Horn                                    | 094 96762          |                | Gedenktafel    |
| Talstraße (Karte)                                   | Kriegerdenkmal | Obelisk aus schwarzem Granit auf steil aus der Saale ragendem sogen. Fährfelsen, errichtet zu Ehren der Gefallenen der deutsch-französischen Kriege 1866 und 1870/71 von der Gemeinde Kröllwitz im Jahr 1896 | 094 11634          |                | Weitere Bilder |

### Lettin
| Lage                  | Bezeichnung    | Beschreibung | Erfassungs- nummer | Ausweisungsart | Bild           |
| --------------------- | -------------- | --- | ------------------ | -------------- | -------------- |
| Friedensplatz (Karte) | Kriegerdenkmal | Im Jahr 1935 in Gedenken an die gefallenen Soldaten des Ersten Weltkriegs aus Porphyrblöcken errichtetes Denkmal | 094 96967          |                | Weitere Bilder |

### Halle-Neustadt
| Lage | Bezeichnung | Beschreibung | Erfassungs- nummer | Ausweisungsart | Bild           |
| --- | ----------- | --- | ------------------ | -------------- | -------------- |
| Albert-Einstein-Straße 3 Im Bereich des Stadtteilzentrums; im Foyer des Gesundheitszentrums (Karte)                                                            | Skulptur    | Büste von Robert Koch | 094 56603          |                | BW             |
| Am Gastronom WK I Im schmalen Grünstreifen zwischen dem „Gastronom“ und dem ehemaligen Block 618-621 (Karte)                                                   | Skulptur    | Plastik „Afrikanerin mit Kind“ von Gerhard Geyer, 1961/69, Bronze | 094 56602          |                | Skulptur       |
| Am Gastronom WK I Im schmalen Grünstreifen zwischen dem Versorgungszentrum „Gastronom“ und dem ehemaligen Block 618 (Karte)                                    | Skulptur    | Plastik „Vater und Sohn“ von Rudolf Hilscher, 1964/70, Kunststein-Guss | 094 56606          |                | Skulptur       |
| Am Gastronom WK I Am Rand des Wasserbeckens im Fußgängerbereich südlich vor dem „Gastronom“ im ehemaligen WK I (Karte)                                         | Skulptur    | Plastik „Junges Paar“ von Martin Wetzel, 1969, Bronze | 094 56626          |                | Weitere Bilder |
| Am Stadion 6 Im Bereich des Sport- und Bildungszentrums; südliche Freifläche vor dem Ordnungsamt (Karte)                                                       | Skulptur    | Stelen-Trio von Maria-Cornelia Felsch, 2001, Edelstahl | 094 56599          |                | Skulptur       |
| Am Stadion 6 Im Bereich des Sport- und Bildungszentrums; Eingangsbereich des Kulturtreffs (ehemalige Klubmensa) (Karte)                                        | Skulptur    | Reflexion – Zeitenlauf | 094 56618          |                | Skulptur       |
| Am Tulpenbrunnen WK III Auf der Freifläche nordöstlich vom „Tulpenbrunnen“ (Karte)                                                                             | Skulptur    | Oberschlesischer Bergmann von August Dyrda, 1984 | 094 56595          |                | Skulptur       |
| Am kleinen Teich 2 WK V Süd Steht im Park „Am kleinen Teich“ am Rand eines Spielplatzes                                                                        | Skulptur    | Turnende Kinder | 094 56608          |                |                |
| An der Magistrale WK I Außenwandgestaltung an der ehemaligen 2. POS (Fröbel-Schule), ehemals Block 633                                                         | Wandbild    | | 094 71148          |                |                |
| An der Magistrale am östlichen Stadteingang, Im schmalen Grünstreifen zwischen den Fahrbahnen (Karte)                                                          | Wappentafel | Wappentafel Stadtwappen Halle-Neustadt, 2023 wurde die zunächst als bewegliches Kulturdenkmal geführte Wappentafel zum Kleindenkmal umgestuft.                                     | 094 56632          | Kleindenkmal   | BW             |
| Angersdorfer Teiche 9 Im Eingangsbereich des Freibades „Angersdorfer Teiche“ (Karte)                                                                           | Skulptur    | Schwimmerin | 094 56600          |                | BW             |
| Aralienstraße 16 WK III Vor dem Eingang einer Kindereinrichtung (Karte)                                                                                        | Skulptur    | Pony | 094 56613          |                | BW             |
| Carl-Schorlemmer-Ring WK IV In der zentralen Grünanlage (Karte)                                                                                                | Skulptur    | Drei Ballspieler von Rudolf Hilscher, 1975, Bronze | 094 56607          |                | Skulptur       |
| Eislebener Chaussee auf der Höhe des Göttinger Bogens, Grünstreifen zwischen Fahrbahn und Abfahrt zur L164 (Weststraße) (Karte)                                | Wappentafel | Wappentafel Stele mit Stadtwappen, 2023 wurde die zunächst als bewegliches Kulturdenkmal geführte Wappentafel zum Kleindenkmal umgestuft.                                          | 094 56695          | Kleindenkmal   | BW             |
| Ernst-Abbe-Str. 24b WK IV Am Wegesrand auf einer Grünfläche (Karte)                                                                                            | Skulptur    | Ziegenreiterin | 094 56605          |                | BW             |
| Ernst-Barlach-Ring 37 WK II Auf einer Freifläche vor dem Südgiebel einer Kindereinrichtung (Karte)                                                             | Skulptur    | Plastik „Völkerfreundschaft“ von Heinz Beberniß, 1968, Betonguss | 094 56593          |                | Skulptur       |
| Ernst-Barlach-Ring 60/62 WK II An einer Wegeskreuzung auf der Freifläche vor dem ehemaligen Block 485 (Karte)                                                  | Denkmal     | Birkenhain-Bildstock, Otto Leibe 1970, Gedenkstele mit Relief und der Inschrift: FREUNDSCHAFTSHAIN - GEPFLANZT VON EINER PARTEIDELEGATION AUS DER BASCHKIRISCHEN ASSR AM 7.10.1969 | 094 56612          |                | Denkmal        |
| Galerie im Grünen WK III Im westlichen Teil der Galerie im Grünen (Karte)                                                                                      | Skulptur    | Bronzeplastik „Sinnende“ von Horst Brühmann, 1975 | 094 56596          |                | Weitere Bilder |
| Galerie im Grünen WK III Westlicher Teil der „Galerie im Grünen“ (Karte)                                                                                       | Skulptur    | Bronzeplastik „Akt mit Tuch“ von Martin Wetzel, 1981, | 094 56625          |                | Weitere Bilder |
| Galerie im Grünen WK III Östlicher Teil der „Galerie im Grünen“ (Karte)                                                                                        | Skulptur    | Bronzeplastik Liebespaar von Martin Wetzel, 1973 | 094 56627          |                | Skulptur       |
| Galerie im Grünen WK III Am Rand des süd-westlichen Bereiches der Galerie (Karte)                                                                              | Skulptur    | Skulptur Bär (Kunststeinguss) von Otto Leibe, 1976 | 094 56694          |                | Skulptur       |
| Gimritzer Damm 2 Vor dem Eingang des heutigen Finanzamtes (Karte)                                                                                              | Skulptur    | Figurengruppe – Mitteldeutsche Arbeiter im Kampf gegen General Maercker von Gerhard Geyer                                                                                          | 094 56601          |                | BW             |
| Hallorenstraße Im Bereich des Stadtteilzentrums; Freifläche südlich vor der Zentralpoliklinik (Karte)                                                          | Denkmal     | Aufbauhelfer – Den ehrenamtlichen Erbauern von Halle-Neustadt von Rudolf Hilscher, 1974, Kunststeinguss, Reliefsäule                                                               | 094 56631          |                | Weitere Bilder |
| Harzgeroder Str. 17 WK I, Zwischen Magistrale und der ehemaligen II. POS („Ernst Thälmann“) in Steinmauer eingelassen (Karte)                                  | Relief      | Relief Kinderkreuzzug Polen 1939 von Gerhard Geyer, 1974, Bronze-Relief, 2023 wurde das zunächst als bewegliches Kulturdenkmal geführte Relief zum Kleindenkmal umgestuft.         | 094 56630          | Kleindenkmal   | Weitere Bilder |
| Harzgeroder Str. 63 WK I Vor der „Grundschule am Zollrain“ (Karte)                                                                                             | Skulptur    | Kletternde Knaben | 094 56623          |                | BW             |
| Kaolinstraße 4 Auf einer Grünfläche auf dem Gelände der „Bau und Haustechnik Halle-Neustadt GmbH“ (Karte)                                                      | Skulptur    | Nilpferdbaby | 094 56621          |                | BW             |
| Kastanienallee 2 WK II In einer Grünfläche vor der Christian-Wolff-Schule (Karte)                                                                              | Skulptur    | Lesender | 094 56628          |                | BW             |
| Max-Liebermann-Str. 4 WK II Auf dem Spielplatz der heutigen „Kreativschule“ (Karte)                                                                            | Skulptur    | Lama | 094 56624          |                | BW             |
| Neustädter Passage im Bereich des Stadtteilzentrums Im östlichen Teil der Fußgängerzone (Karte)                                                                | Skulptur    | „Rufen und Hören“, auch „Generationen“ von Wolfgang Dreysse, errichtet 1989, ehemals eine zweiteilige Brunnenanlage                                                                | 094 56598          |                | Weitere Bilder |
| Neustädter Passage im Bereich des Stadtteilzentrums Im westlichen Teil der Neustädter Passage (Karte)                                                          | Skulptur    | Turnende Kinder von Rudolf Hilscher, 1984, Bronze | 094 56609          |                | Skulptur       |
| Neustädter Passage 7–9 im Bereich des Stadtteilzentrums An der südlichen Seite der Neustädter Passage (Karte)                                                  | Toranlage   | Tor, Ludwig Ehrler, 1987 Stahl | 094 56588          |                | Toranlage      |
| Niedersachsenplatz 4 WK VI Im Innenhof des Seniorenheimes „Käthe Kollwitz“ (Karte)                                                                             | Skulptur    | Uhu und Esel | 094 56597          |                | BW             |
| Nietlebener Straße 10 im Bereich des Sport- und Bildungszentrums Auf einer Grünfläche vor dem ehemaligen Sektionsgebäude der Wirtschaftswissenschaften (Karte) | Denkmal     | Wissenschaftlerwürfel, von Gerhard Geyer, vier Wissenschaftler aus vier Jahrhunderten der Martin-Luther-Universität Halle, 1972, Bronze                                            | 094 96966          |                | Weitere Bilder |
| Nietlebenerstr. 14 im Bereich des Sport- und Bildungszentrums Westliche Freifläche vor dem Stadion (Karte)                                                     | Skulptur    | Kugelstoßer, Heinz Beberniß, Kugelstoßer, 1972/82, Bronze | 094 56594          |                | Skulptur       |
| Oebisfelder Weg 2 WK I Lichthof der „Hermann-von-Helmholtz-Schule“ (Karte)                                                                                     | Skulptur    | Turnerin | 094 56616          |                | BW             |
| Oleanderweg 2a WK III Vor dem Eingang des Kindergartens „Das Goldene Schlüsselchen“ (Karte)                                                                    | Skulptur    | Hahn | 094 56620          |                | BW             |
| Richard-Horn-Str. 8 WK II (Karte) | Skulptur    | Chemieingenieurin, Bronzeplastik von Senta Baldamus (1980), 2014 aufgestellt an den Weg von der Schwimmhalle zum Ordnungsamt                                                       | 094 56592          |                | Skulptur       |
| Südpark Spielplatz Teichstraße (Karte) | Skulptur    | Ameisenbär und Wildschwein, Skulpturen von Otto Leibe (1970) | 094 56610          |                | Skulptur       |
| Teichstraße 15 WK II Auf dem Spielplatz Teichstraße am Eingang des Südparkes, südlich vom Passendorfer Gut (Karte)                                             | Skulptur    | Krokodil und Schildkröte, Skulpturen von Otto Leibe (1982) | 094 56615          |                | Weitere Bilder |
| Teutschenthaler Landstraße 16 Vor dem Eingang des Friedhofgeländes (Karte)                                                                                     | Skulptur    | Stahlskulptur Dekorativer Leuchter von Kurt Großmann und Klaus Fleischmann, 1968                                                                                                   | 094 56641          |                | Skulptur       |
| Zur Saaleaue 51a WK III Auf der Grünfläche vor dem Kulturtreff „Pusteblume“ (Karte)                                                                            | Skulptur    | Brunnenstele | 094 56639          |                | BW             |

## Ehemalige Kulturdenkmale nach Stadtteilen
Die nachfolgenden Objekte waren ursprünglich ebenfalls denkmalgeschützt oder wurden in der Literatur als Kulturdenkmale geführt. Die Denkmale bestehen heute jedoch nicht mehr, ihre Unterschutzstellung wurde aufgehoben oder sie werden nicht mehr als Denkmale betrachtet.

### Kröllwitz
| Lage                     | Bezeichnung | Beschreibung                                                                                            | Erfassungs- nummer | Ausweisungsart | Bild |
| ------------------------ | ----------- | --- | ------------------ | -------------- | ---- |
| Bachstelzenweg 1 (Karte) | Wohnhaus    | Wohnhaus, nach Verlust der Denkmaleigenschaft am 3. Januar 2020 aus dem Denkmalverzeichnis ausgetragen. | 094 71314          |                | BW   |

### Nietleben
| Lage                        | Bezeichnung | Beschreibung | Erfassungs- nummer | Ausweisungsart | Bild     |
| --------------------------- | ----------- | --- | ------------------ | -------------- | -------- |
| Platz der Einheit 1 (Karte) | Wohnhaus    | Wohnhaus Erbaut 18. Jahrhundert, zweistöckiges Bauernhaus mit Krüppelwalmdach, Fachwerk auf massivem Sockel, Zeugnis der ursprünglichen dörflichen Bebauung, 2024 erfolgte die Streichung aus dem Denkmalverzeichnis | 094 13611          |                | Wohnhaus |

## Legende
In den Spalten befinden sich folgende Informationen:
- Lage: Nennt den Straßennamen und wenn vorhanden die Hausnummer des Kulturdenkmals. Die Grundsortierung der Liste erfolgt nach dieser Adresse. Der Link „Karte“ führt zu verschiedenen Kartendarstellungen und nennt die geographischen Koordinaten.
Link zu einem Kartenansichtstool, um Koordinaten zu setzen. In der Kartenansicht sind Baudenkmale ohne Koordinaten mit einem roten bzw. orangen Marker dargestellt und können in der Karte gesetzt werden. Baudenkmale ohne Bild sind mit einem blauen bzw. roten Marker gekennzeichnet, Baudenkmale mit Bild mit einem grünen bzw. orangen Marker.
- Offizielle Bezeichnung: Nennt den Namen, die Bezeichnung oder zumindest die Art des Kulturdenkmals und verlinkt, soweit vorhanden, auf den Artikel zum Objekt.
- Beschreibung: Nennt bauliche und geschichtliche Einzelheiten des Kulturdenkmals, vorzugsweise die Denkmaleigenschaften.
- Erfassungsnummer: Für jedes Kulturdenkmal wird in Sachsen-Anhalt eine 20stellige Erfassungsnummer vergeben. Die letzten zwölf Ziffern werden für die Untergliederung nach Teilobjekten genutzt und werden nur angegeben, soweit vergeben. In dieser Spalte kann sich folgendes Icon  befinden, dies führt zu Angaben zu diesem Baudenkmal bei Wikidata.
- Ausweisungsart: Die Einordnung des Denkmales nach § 2 Abs. 2 DenkmSchG LSA
- Bild: Ein Bild des Denkmales, und gegebenenfalls einen Link zu weiteren Fotos des Kulturdenkmals im Medienarchiv Wikimedia Commons. Wenn man auf das Kamerasymbol klickt, können Fotos zu Kulturdenkmalen aus dieser Liste hochgeladen werden: